# Coeliodes transversealbofasciatus

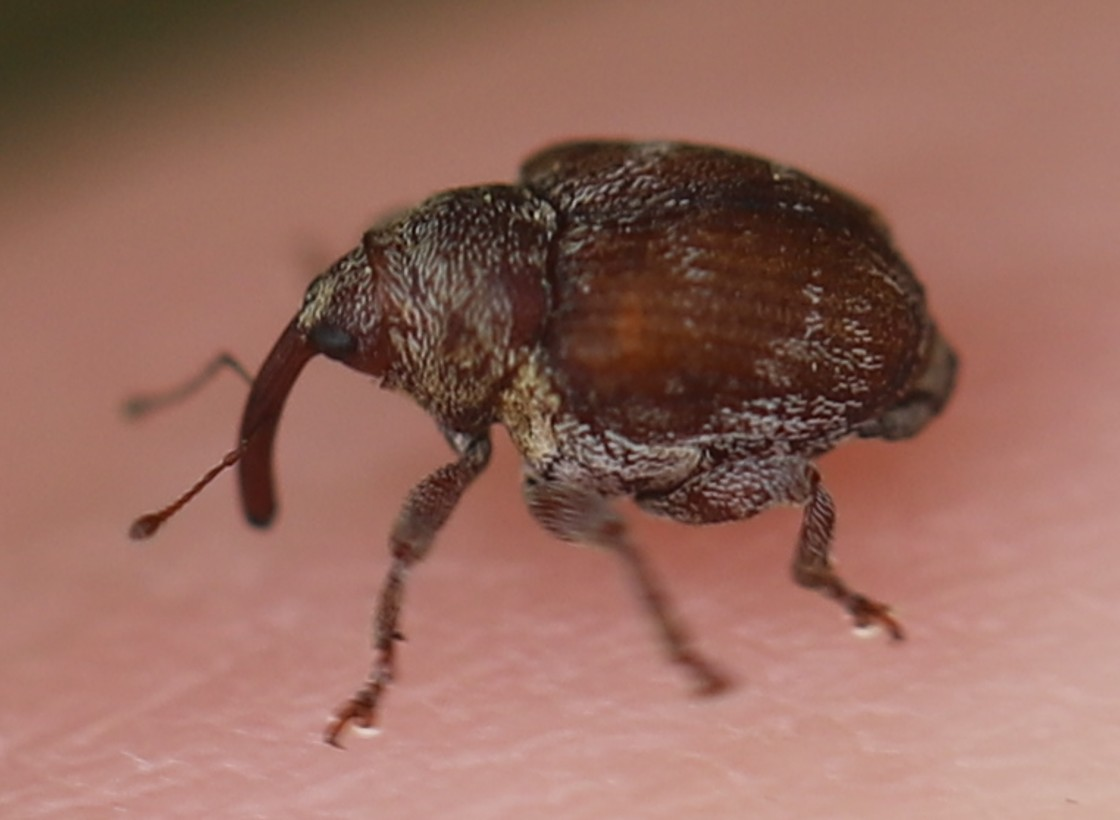

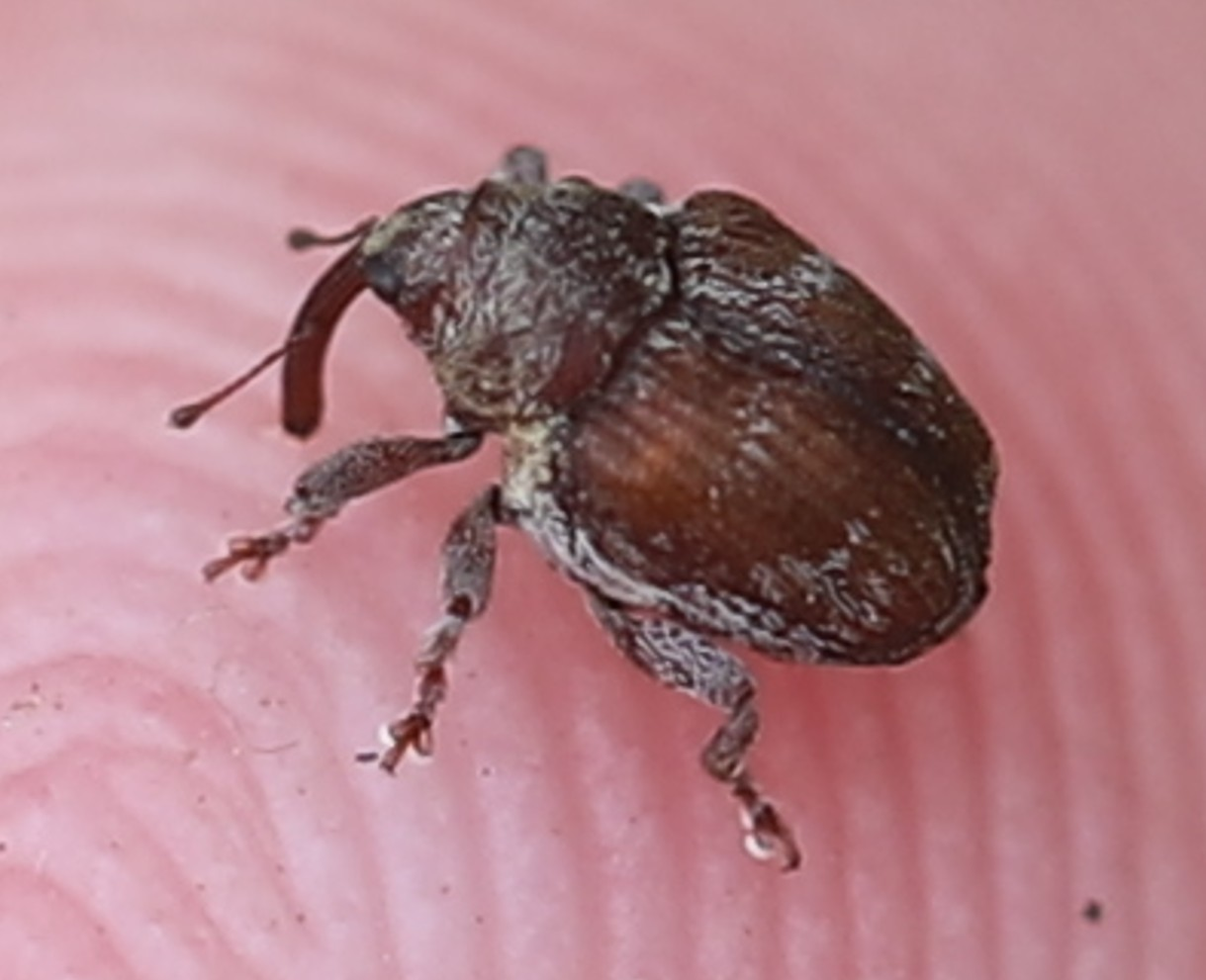

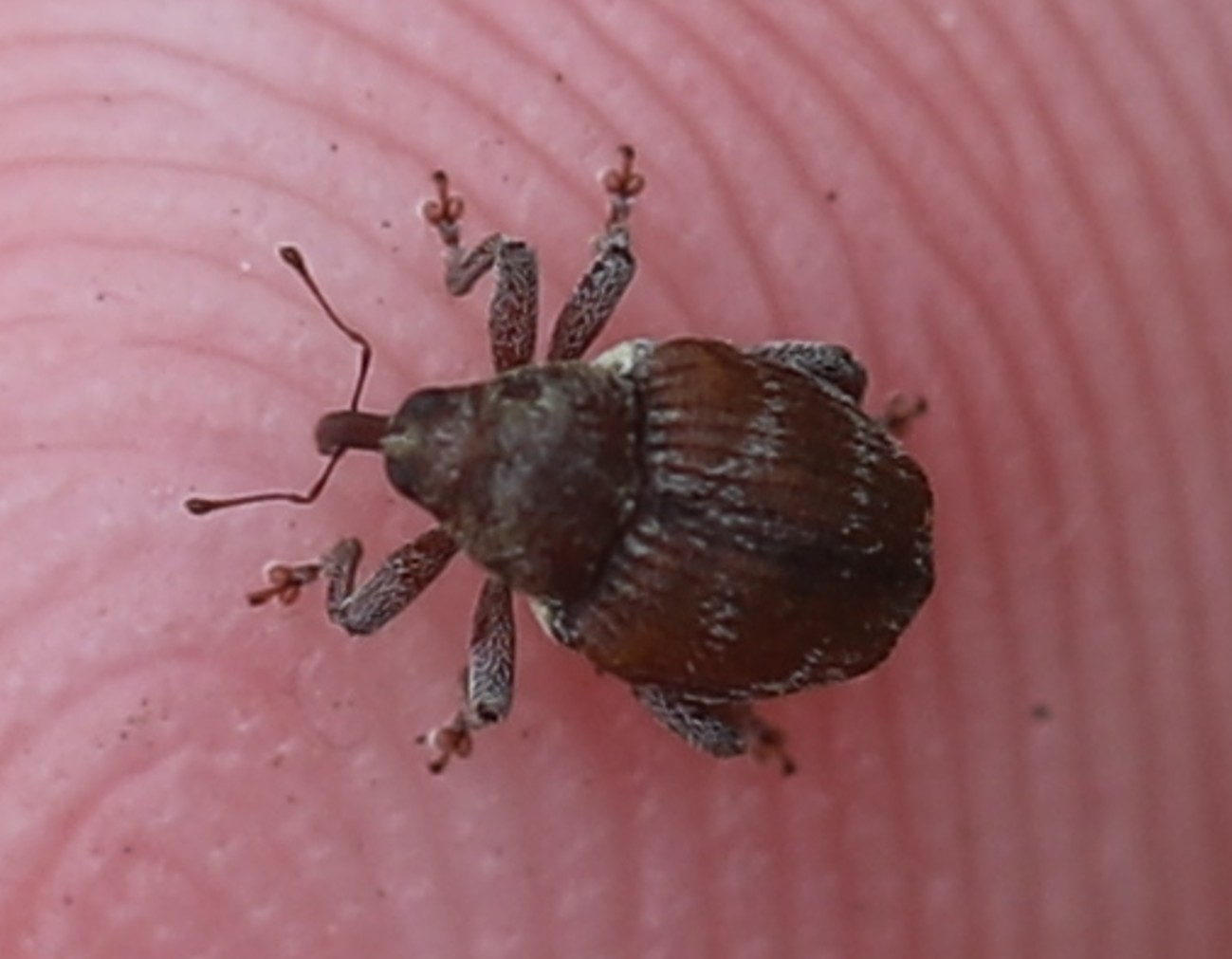
Dorsalansicht

Coeliodes transversealbofasciatus ist ein Käfer aus der Familie der Rüsselkäfer (Curculionidae). Die Art wurde 1777 von dem Pastor und Zoologen Johann August Ephraim Goeze erstmals als Curculio transversealbofasciatus beschrieben. Das lateinische Art-Epitheton transversealbofasciatus bedeutet „weißquerbindig“ oder „mit weißen Querbinden“.

## Taxonomie
Die Art ist unter folgenden Synonymen bekannt:
- Coeliodes cinctus (Geoffroy, 1785)
- Coeliodes erythroleucus (Gmelin, 1790)
- Cryptorhynchus subrufus (Herbst, 1795)
- Curculio cinctus Geoffroy, 1785
- Curculio cinctus Fourcroy, 1785
- Curculio erythroleucos Gmelin, 1790
- Curculio erythroleucus Gmelin, 1790
- Curculio erytroleucos Rossi, 1792
- Curculio subrufus Herbst, 1795
- Curculio tricinctus Olivier, 1791
- Rhynchaenus subrufus (Herbst, 1795)

## Merkmale
Die Käfer sind 2,8 bis 3,3 Millimeter lang. Sie sind ganz rot oder rotbraun gefärbt. Der Halsschild weist Seitenhöcker auf, die bei Ansicht schräg von hinten stets gut zu erkennen sind. Die helle Beschuppung der Flügeldecken ist oft reduziert. Bei einer intakten Zeichnung bilden die auf jedem Zwischenraum in 3–4 Längsreihen stehenden Schuppen schmale Querbinden. Die vorderste Querbinde ist bogenförmig zum Schildchen gerichtet. Eine zweite Binde verläuft fast gerade etwas hinter der Mitte. Eine dritte diffuse und breite Binde verläuft vor der Spitze. Die Schenkel sind äußerst fein gezähnt. Das zweite Bauchsternit der Männchen weist eine dunkel behaarte Grube auf, die in der umgebenden Behaarung gut sichtbar ist.

## Vorkommen
Die Art ist in Europa weit verbreitet. Das Vorkommen reicht im Norden bis nach Südschottland und den Süden von Norwegen und Schweden. Im Süden reicht das Verbreitungsgebiet bis in den Nordosten der Iberischen Halbinsel, nach Südfrankreich, Korsika, Sardinien und Mittelitalien. Im nördlichen Osteuropa gibt es zahlreiche Funde, die östlichsten im europäischen Teil Russlands. In Deutschland ist die Art verbreitet.

## Lebensweise
Die Käfer findet man nicht selten auf Eichengebüsch. Beobachtet werden die Käfer gewöhnlich zwischen Mitte März und Mitte Juli, mit den meisten Sichtungen Ende April.